# Dolno Divyatsi
Dolno Divyatsi (en macédonien Долно Дивјаци) est un village du centre de la Macédoine du Nord, situé dans la municipalité de Krouchevo. Le village comptait 59 habitants en 2002.

## Démographie
Lors du recensement de 2002, le village comptait :
- Macédoniens : 59